# Pilotrichum hypnoides
Pilotrichum hypnoides är en bladmossart som beskrevs av Palisot de Beauvois 1805. Pilotrichum hypnoides ingår i släktet Pilotrichum och familjen Daltoniaceae. Inga underarter finns listade i Catalogue of Life.